# Лунка (Борка)
Лунка (рум. Lunca) насеље је у Румунији у округу Њамц у општини Борка. Oпштина се налази на надморској висини од 603 m.

## Становништво
Према подацима из 2011. године у насељу је живело 249 становника.